# Возницький Борис Григорович
Бори́с Григо́рович Возни́цький (16 квітня 1926, Ульбарів, Дубенський повіт, Волинське воєводство, Друга Польська Республіка, тепер Нагірне, Дубенський район, Рівненська область, Україна — 23 травня 2012, в автокатастрофі між селами Куровичі та Печенія Золочівського району Львівської області, Україна) — український мистецтвознавець, директор Львівської галереї мистецтв, академік Української академії мистецтв, Герой України (2005), кавалер ордена «За заслуги» II ступеня (2001), лауреат Національної премії імені Тараса Шевченка (1990), заслужений працівник культури України та Польщі, президент Українського національного комітету Міжнародної ради музеїв (ICOM), доктор honoris causa. Почесний громадянин Львова, Винник, Дубна та Буського району.

## Життєпис

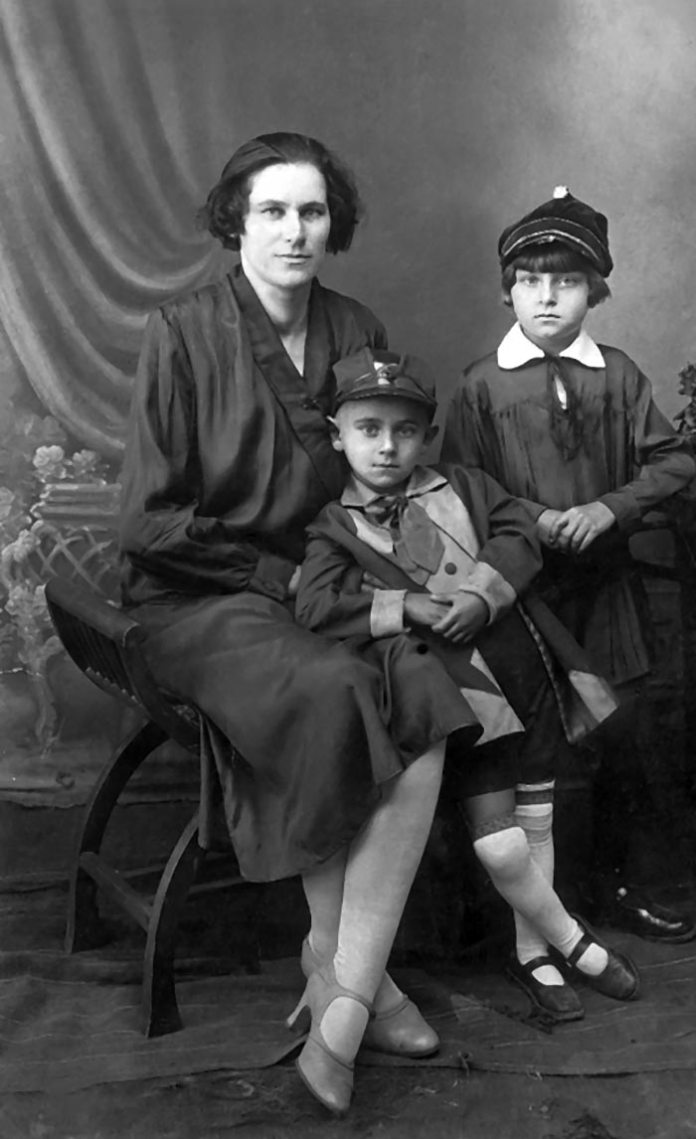
Борис Возницький з мамою Тетяною. Початок 1930-х рр.

Навчався в початковій школі у рідному селі з 1932 по 1936 рік. Після її закінчення продовжив у 5-6 класах Дубенської загальної школи (тепер у будівлі — Дубенський коледж культури і мистецтв). Разом з єдиним однокласником-українцем Рафальським відмовилися ходити на урок релігії, який вів ксьондз, директор не протестував.
Під час другої світової був в УПА. За спогадами самого Возницького, перед приходом «совєтів» вони отримали наказ розійтись по домівках і чекати наказу на збір (Пугачино (псевдо), йди в село і будь там). Однак одразу після входу радянських військ у Дубно в березні 1944 року був мобілізований і потрапив на фронт. Служив у штрафній роті (за його словами, як і всі «западенці»; з 60 вояків вижили 3, служив, зокрема, разом з бандитами, білогвардійськими офіцерами з рудників (у них не згинались ноги)). Брав участь в операції «Багратіон» із відвоювання Білорусі, після першого ж бою в їхній роті залишилось декілька осіб, решта — загинули. Борис Возницький був нагороджений радянською медаллю «За відвагу». Був студентом училища імені Труша, навчався у Ленінградській академії мистецтв (факультет історії мистецтв; його однокурсник Владлен Шабельников у 1963 році подарував п. Борису німецького мотоцикла, який сам купив на німецькій виставці у Москві).
Борис Возницький починав свою діяльність у Винниках і був натхненником створення Винниківського історико-краєзнавчого музею, збирав перші експонати для нього (в 1956 році жив у Винниках).
Історико-краєзнавчий музей Винників — другий музей міста. Перший — кімната-музей, яку створив Борис Возницький. Щоб забезпечити сім'ю, працював у трьох школах, вчив дітей малювати, вів краєзнавчий і туристичний гуртки у тодішньому Будинку піонерів. У Винниках створив перший музей, експонати до якого збирав разом з учнями міста. Організовуючи експедиції в ближні села, вони знайшли унікальні речі, яким немає ціни, розкопали в лісі 2 кельтські поселення. Разом робили археологічні пошукові експедиції, зібрали колосальну колекцію. Багато експонатів із тих часів зберігаються в історико-краєзнавчому музеї, деякі — в Олеському замку. На жаль, коли Возницький був змушений поїхати у Ленінград на навчання, цей музей перестав існувати.
У 1960—1962 роках Возницький працював заступником директора Музею українського мистецтва у Львові. Згодом призначений на посаду директора Львівської картинної галереї. Член Національної спілки художників, де очолював секцію критики і мистецтвознавства.
Організатор численних історико-художніх виставок, у тому числі великої експозиції «Гетьман Іван Мазепа: Погляд крізь століття» (2003), виставка «Іван Виговський особа і час», «Розп'яття» (до 2000-річчя від народження Христа). Був популяризатором спадщини Іоана Георгія Пінзеля, ініціатором створення музеїв першодрукаря Івана Федорова, музею-садиби «Русалки Дністрової». Створив туристичний маршрут «Золота підкова Львівщини», до якого входять Олеський, Золочівський, Підгорецький, Свірзький замки.
Загинув в автокатастрофі, що сталася внаслідок серцевого нападу 23 травня 2012 року. Був похований 25 травня на Личаківському цвинтарі у Львові (поле № 67).

## Нагороди та звання
- Борис Возницький був нагороджений радянською медаллю «За відвагу» (1945)
- Заслужений працівник культури УРСР (1973)[6]
- Заслужений працівник культури ПНР (1984)[6]
- лауреат Національної премії імені Тараса Шевченка (1990)
- Почесна відзнака Президента України (1996)[7]
- орден «За заслуги» II ступеня. (2001)[8]
- Звання Герой України з врученням ордена Держави (16 травня 2005) — за визначний внесок у національне відродження України, багаторічну подвижницьку діяльність на ниві збереження та популяризації духовної спадщини українського народу, особисті заслуги у розвитку музейної справи[9]
- відзнака Президента України — Хрест Івана Мазепи (2010)[10][11].
- відзнака Президента України — ювілейна медаль «20 років незалежності України» (19 серпня 2011)[12]
- найвища відзнака Польщі — Командорський хрест Ордену Відродження Польщі (2003).
- лауреат всеукраїнської премії «Визнання».
- дійсний член (академік) Академії мистецтв України.
- доктор honoris causa Варшавської академії мистецтв (2004).
- Почесний громадянин Львова.
- Почесний громадянин Винників з 7 липня 2011 року[13].
- Почесний громадянин міста Дубно, Рівненська область[14].
- Почесний громадянин Буського району (2012).

## Охоронна діяльність

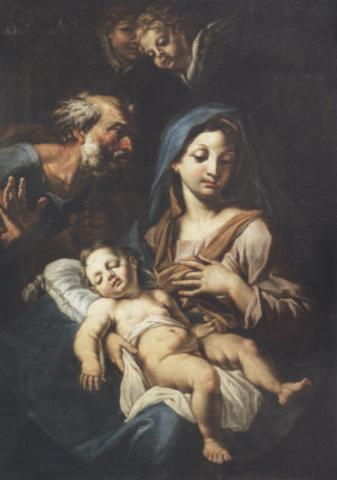
Свята Родина. Зразок живопису художника Мартіно Альтомонте

Академіка Бориса Возницького називають «ангелом-охоронцем» українських музеїв та замків, пам'яток культури українського народу.
Активна охоронна діяльність Б.Возницького розпочалася у 1960-ті роки. В безбожній країні СРСР якраз тоді розпочалася нова хвиля руйнацій церков і соборів, пам'яток культури нашого народу. Були століття існування культури українського народу, коли церква і релігія монополізували культуру (в ті століття вона була винятково релігійною). Руйнівники висаджували в повітря церкви 12—19 століть, знищували культуру цілої країни, цілі періоди тої культури.

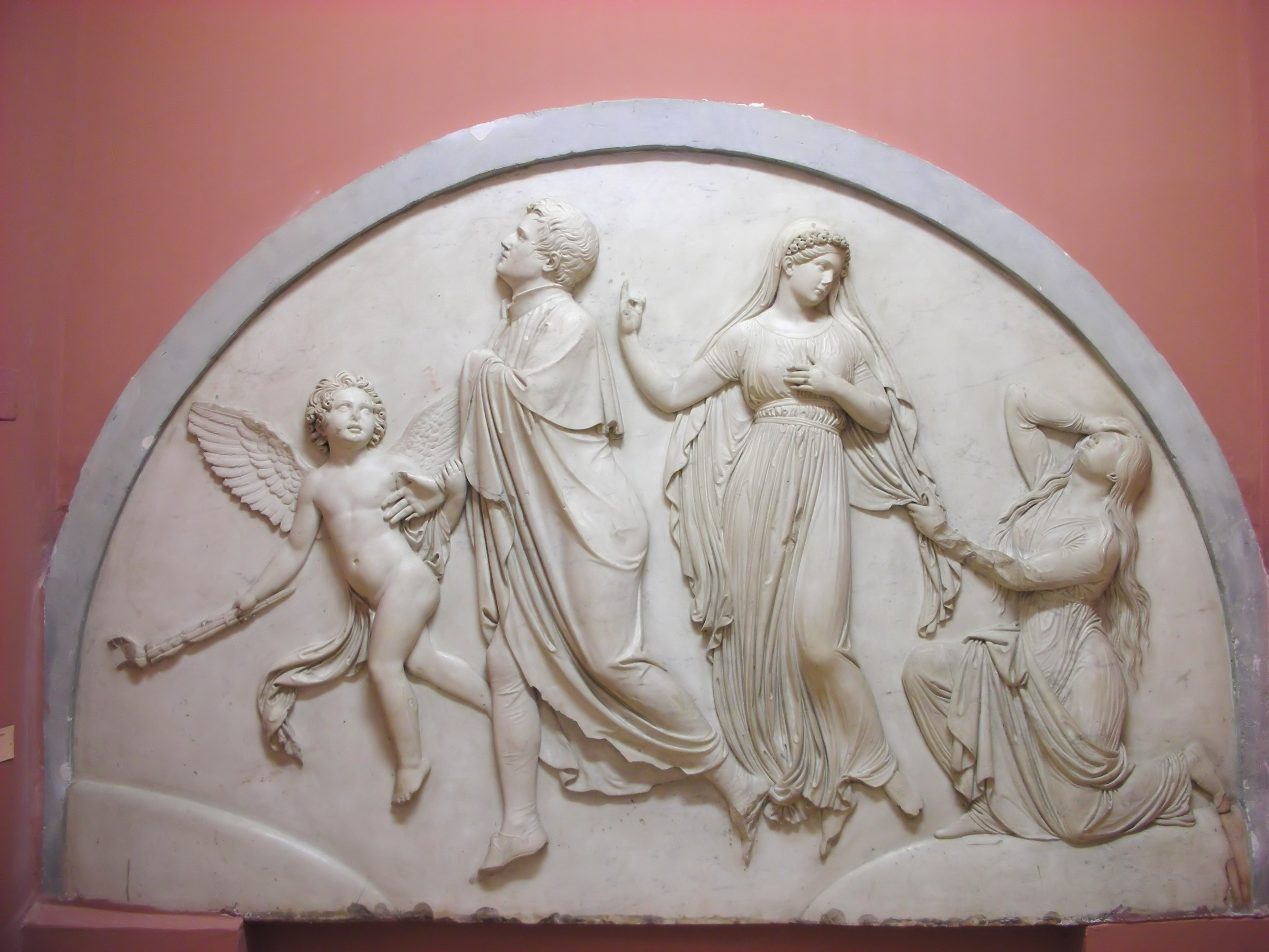
Надгробок дітей Понінських. Скульптор Торвальдсен. Львівська галерея мистецтв.

Маючи в розпорядженні вантажівки, Возницький зі співробітниками обстежував покинуті барокові храми, занедбані каплиці, покинуті цвинтарі.
- В покинутому соборі міста Жовква (за правління комуністів називалося Нестеров) Возницький зняв з вікон полотна, які виявилися рештками оригіналів художника з Австрії Мартіно Альтомонте доби бароко. Альтомонте приїздив у Жовківський замок, де працював на замовлення короля Яна III Собеського. Зразки творів Альтомонте можна бачити в Олеському і Золочівському замках. Серед врятованих Возницьким картин — оригінали Шимона Богушовича зі Львова, Андрія Стеха з міста Ґданська, Альтомонте.
- В містечку Городенка Івано-Франківської області Возницький разом зі співробітниками врятували рештки дерев'яного вівтаря роботи Пінзеля. Собор і вівтар були створені на замовлення мецената Миколи Василя Потоцького — одного з найбагатших серед меценатів тодішньої України.
- На покинутому цвинтарі було розкопане поховання з надгробком дітей Понінських роботи Бертеля Торвальдсена. Пошук і порятунок видатного твору мистецтва належить Возницькому. Про твір Торвальдсена забули навіть на батьківщині відомого скульптора.

За неповними підрахунками, Возницький і його співпрацівники врятували близько 36 000 творів мистецтва, серед яких гобелени, меблі, картини, вівтарі, мармурові і дерев'яні скульптури, предмети ужиткового мистецтва тощо. Рятівну діяльність Возницького нема з чим порівняти на теренах України кінця XX століття.

## Возницький і замок в Олеську
Ініціатива відновлення і реставрації Олеського замку належить заслуженому архітектору України Андрієві Михайловичу Шуляру. У 1955 році були виконані обчислювальні роботи і проєктні креслення. Реставраційні роботи розпочали з 1961 року (головний архітектор Львівських науково-реставраційних майстерень — Іван Романович Могитич). Експозиції музею створили у 1972—1975 роках. Замку повернуто вигляд XVII століття. Створення музею у відновленому замку належить Возницькому. Тут є відділ Львівської галереї мистецтв.

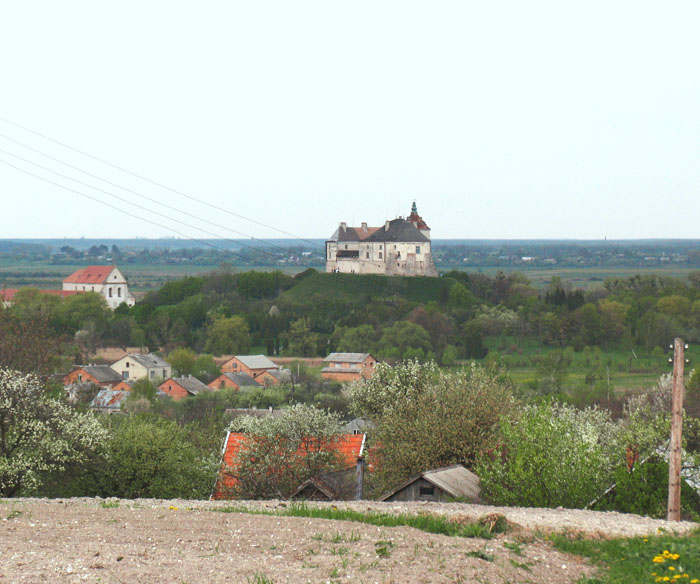
Олеський замок (праворуч) і костел Св. Йосипа монастиря капуцинів (ліворуч під червоним дахом).
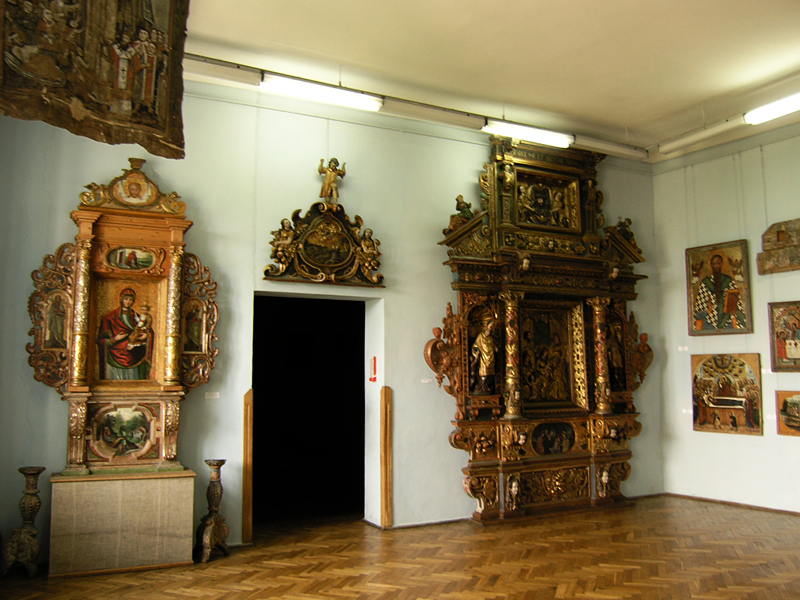
Сакральне мистецтво. Олеський замок
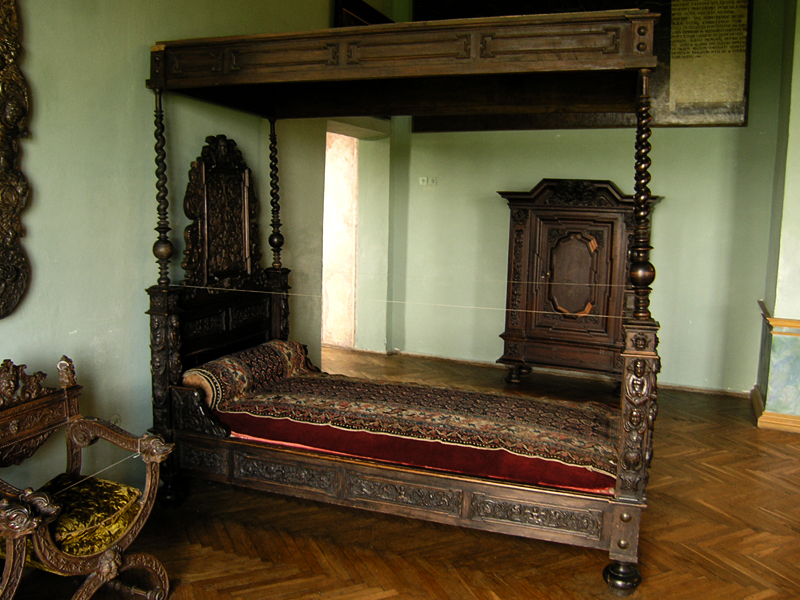
Ужиткове мистецтво. Олеський замок

Окрім замку, в перелік реставраційних робіт включена реставрація комплексу колишнього монастиря капуцинів, де були відреставрований регулярний парк, один з перших в Україні. Будівлі колишнього монастиря (архітектор Мартин Добравський, 1739 рік, бароко) використовуються як фондосховища.

## Рятування замків України
За його ініціативи стародавні замки Галичини Олеський, Золочівський, Підгорецький та Свірзький були об'єднані у так звану «Золоту підкову».

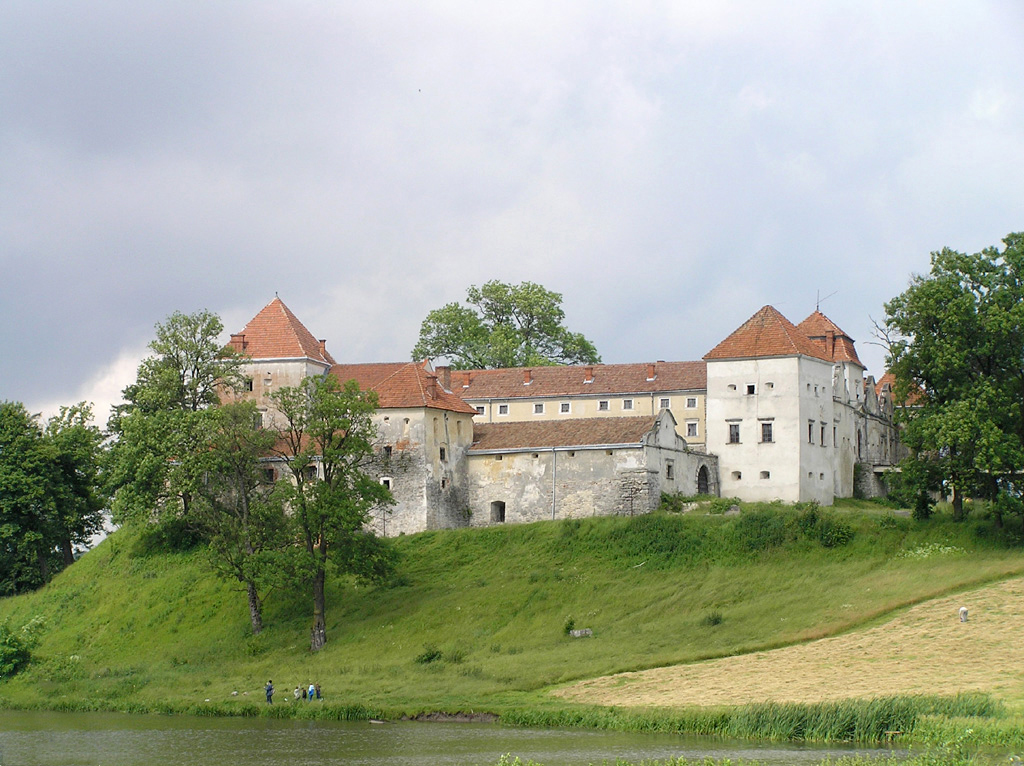
Свірзький замок
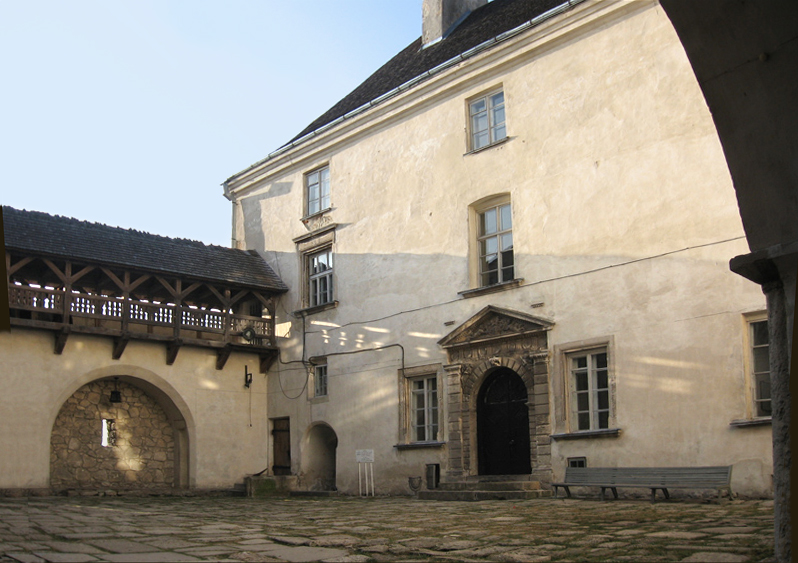
Подвір'я Олеського замку
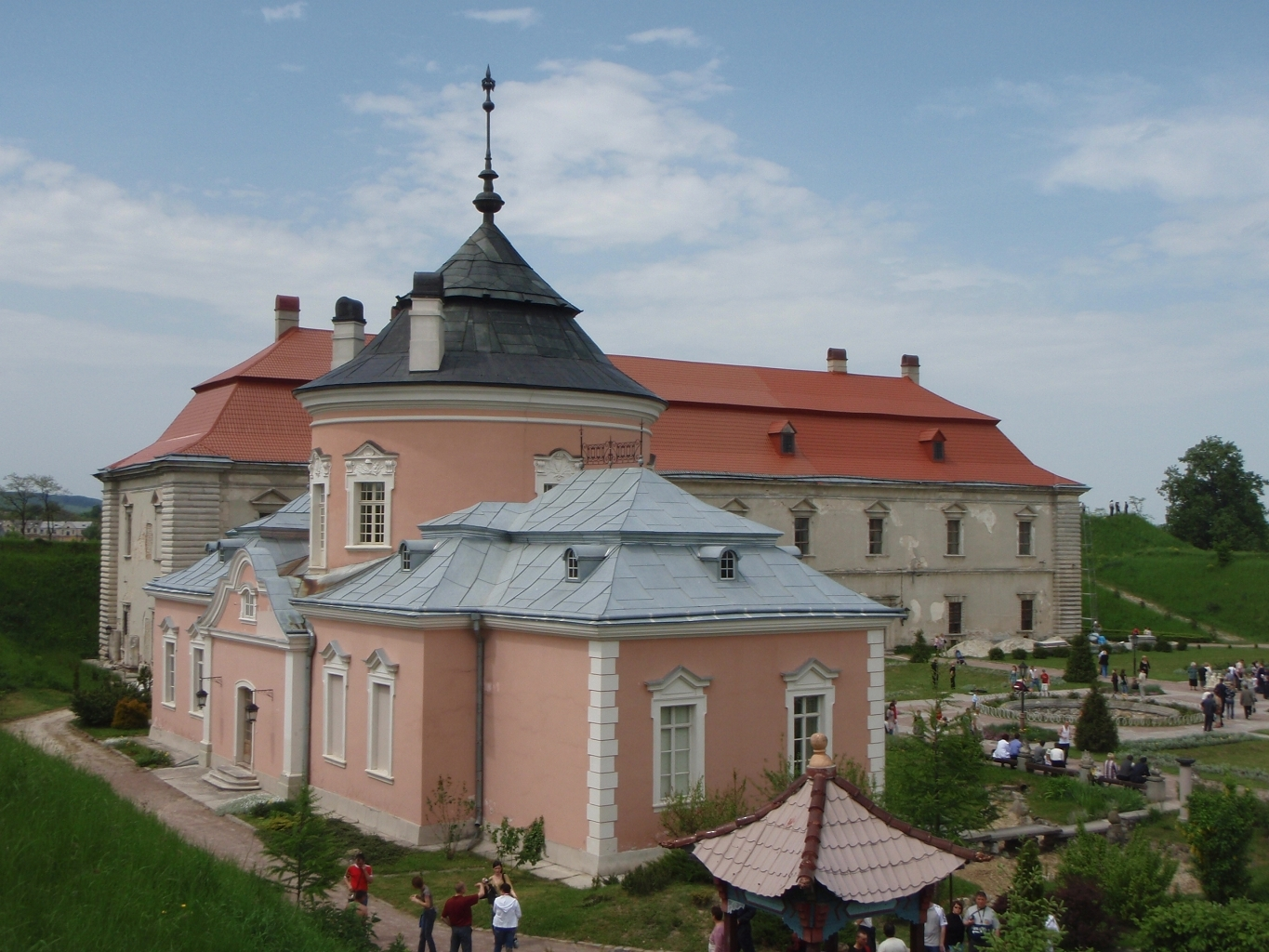
Золочівський замок і Китайський палац
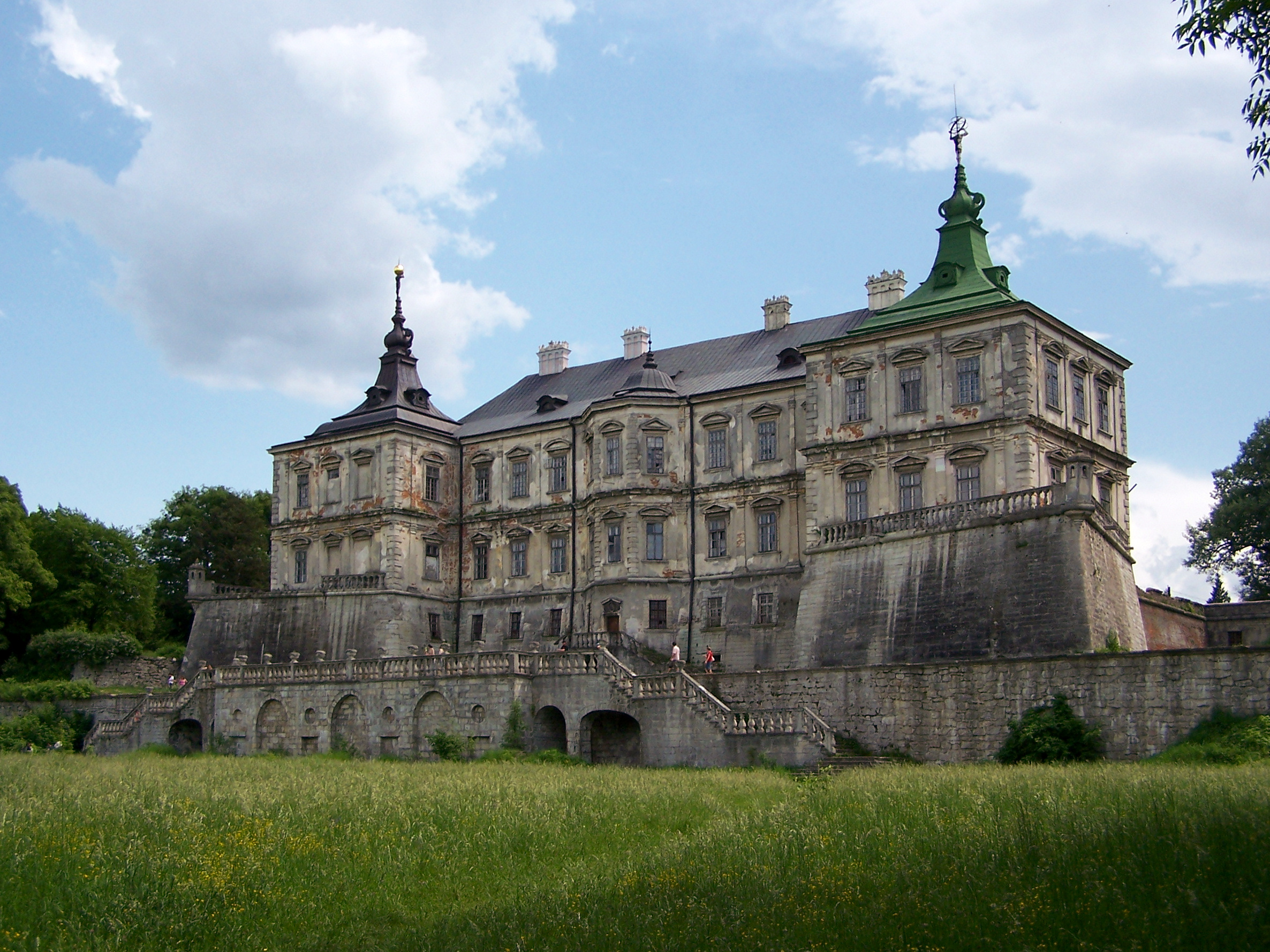
Підгорецький замок

Завдяки Возницькому сучасникам стало відоме ім'я скульптора Йоана Георга Пінзеля.
Возницький багато зробив для комплектування фондів палацу Розумовського в місті Батурині, що став добре оснащеним експонатами музеєм на півночі України.
Сприяв відновленню оборонної башти в П'ятничанах (П'ятничанська вежа), збереженню Бернардинського костелу у Львові, реставрації каплиці Боїмів, відновив будинок, у якому мешкав Маркіян Шашкевич.

## Засновник нових музеїв
Возницький — відомий засновник нових музеїв України. Серед них:
- Музей першодрукаря Івана Федорова
- Музей-садиба Шашкевича
- Музей «Русалки Дністрової»
- Музей найдавніших пам'яток Львова
- Музей Пінзеля, місто Львів.

## Друковані праці Возницького
- Возницький Б. Г. Микола Потоцький староста Канівський та його митці архітектор Бернард Меретин і сницар Іоан Георгій Пінзель. — Львів: Центр Європи, 2005. — 160 с. — 220 іл.
- Возницький Б. Г. Каплиця Боїмів у Львові. Фотонарис. — Львів: Каменяр, 1979. — 64 с.
- Возницький Б. Г. Олеський замок // Художник Є. Удін, Фото Ольхомяка, Б. Шевчука. — Львів, 1978. — 143 с.
- Борис Возницький Автопортрет на тлі часу. — Львів: Центр Європи, 2006. — 56 с.

## Родина
- Дружина — Данилевська Олена Миколаївна (одружилися 1953 року)[16];
- Донька Лариса Борисівна Разінкова-Возницька (нар. 1954) — екс-директор та реставратор Львівської національної галереї мистецтв імені Бориса Возницького, доцент кафедри реставрації Львівської національної академії мистецтв, голова Асоціації реставраторів Львівщини, Заслужений працівник культури України, членкиня Наглядової ради при Міністерстві культури України, очолює комісію з культури товариства «Україна і світ»[16][17];
- Внук Андрій Возницький — художник, скульптор[18].

## Вшанування пам'яті
- Ще за життя Бориса Возницького було створено кілька його портретів. Скульптурний образ (тонований гіпс) створила 1982 року Теодозія Бриж.[19] 2010 року олійний портрет Возницького написав художник Іван Козак[20]. Роком пізніше скульптор Ярослав Мотика відлив портрет у бронзі[21].
- Винники (місто біля Львова) одні із перших увіковічили пам'ять про Б. Возницького, назвавши одну із вулиць міста його іменем (червень 2012 р.). Також його ім'ям названо, до прикладу, одну з вулиць міста Здолбунів[22].
- Згідно з наказом Міністерства культури України від 12 квітня 2013 року[23] Львівській національній галереї мистецтв присвоєно ім'я Бориса Возницького.
- Заснована українська недержавна премія для відзначення осіб, котрі зробили вагомий внесок у розвиток музейної справи в Україні — Премія імені Бориса Возницького «За вагомий особистий внесок у розвиток музейної справи».
- 26 вересня 2013 року в «Мистецькому арсеналі» відбулося перше вручення Премії імені Бориса Возницького «За вагомий особистий внесок у розвиток музейної справи України». Її лауреатом став Олесь Пошивайло — засновник та екс-директор Національного музею-заповідника українського гончарства в Опішному[24][25].
- 20 листопада 2016 року у Золочеві на стіні храму Воздвиження Чесного Хреста Господнього Францисканського Монастиря Чесного Хреста Св. Дам'яна відбулося освячення меморіальної дошки Борису Возницькому[26].
- У травні 2020 року у Львові на стіні багатоповерхівки створили мурал із зображенням Бориса Возницького. Будинок розташований на вулиці С. Петлюри, 2 у Львові, в якому Возницький 1972 року отримав свою першу квартиру[27].

### Інтерв'ю
- Антін Борковський (21 липня 2006). Борис Возницький: Наша держава така бідна, що навіть не вміє приймати подарунки. umoloda.kiev.ua. Україна молода. Архів оригіналу за 8 листопада 2021. Процитовано 8 листопада 2021.
- Борис Возницький: Я розумію — наші бізнесмени мають усе, крім історичних замків, тепер і їх хочуть відібрати. museum-ukraine.org.ua. Музеї України. 12 березня 2007. Архів оригіналу за 17 жовтня 2011. Процитовано 8 листопада 2021.
- Леся Головата (20 листопада 2007). Борис Возницький: «Від політики залежить доля мистецтва». portal.lviv.ua. Львівський портал. Архів оригіналу за 8 листопада 2021. Процитовано 8 листопада 2021.
- Василь Васютин (30 листопада 2007). Борис Возницький: «У нас не надто поспішають шукати і повертати викрадене». tyzhden.ua. Український тиждень. Архів оригіналу за 8 листопада 2021. Процитовано 8 листопада 2021.
- Аудіоінтерв'ю: Про замки України з академіком Б. Возницьким. bbc.com. Українська служба Бі-Бі-Сі. 19 липня 2008. Архів оригіналу за 8 листопада 2021. Процитовано 8 листопада 2021.
- Борис Возницький: «Галицька корона» робиться хіба що для Табачника. vgolos.lviv.ua. Інтернет-газета «Вголос». 16 липня 2010. Архів оригіналу за 8 листопада 2021. Процитовано 8 листопада 2021.
- Борис Возницький - Правда про Николая Кузнецова. Архів оригіналу за 20 березня 2022. Процитовано 20 березня 2022.

### Біографії
- Сергій Новак (13 липня 2006). Борис Возницький зберіг національні реліквії на 20 мільярдів гривень. visnyk.lutsk.ua. Вісник. Архів оригіналу за 8 листопада 2021. Процитовано 8 листопада 2021.
- Роман Лубківський (13 липня 2006). Борис Возницький — майстер часу. artclass.lviv.ua. Видавничий дім «Артклас». Архів оригіналу за 7 лютого 2008. Процитовано 8 листопада 2021.

### Репортажі
- Спецпроєкт. Борис Возницький: Я хочу, щоб була Україна, були українці…. zaxid.net. Zaxid.net. 13 липня 2006. Архів оригіналу за 31 травня 2012. Процитовано 8 листопада 2021.
- Бориса Возницького згадуватимуть як справжнього героя. zaxid.net. Zaxid.net. 23 травня 2012. Архів оригіналу за 8 листопада 2021. Процитовано 8 листопада 2021.
- Томенко: Колекція, зібрана Возницьким, перевищує запаси золотовалютного фонду. unian.ua. УНІАН. 24 травня 2012. Архів оригіналу за 8 листопада 2021. Процитовано 8 листопада 2021.
- Пам'яті видатного українця Бориса Возницького присвячується…. ridna.ua. СП «Рідна країна». 24 травня 2012. Архів оригіналу за 8 листопада 2021. Процитовано 8 листопада 2021.
- Мій Возницький, або спогади про найбагатшу людину України. ridna.ua. СП «Рідна країна». 16 квітня 2019. Архів оригіналу за 8 листопада 2021. Процитовано 8 листопада 2021.